# François André (tauromachie)
Pour les articles homonymes, voir François André.

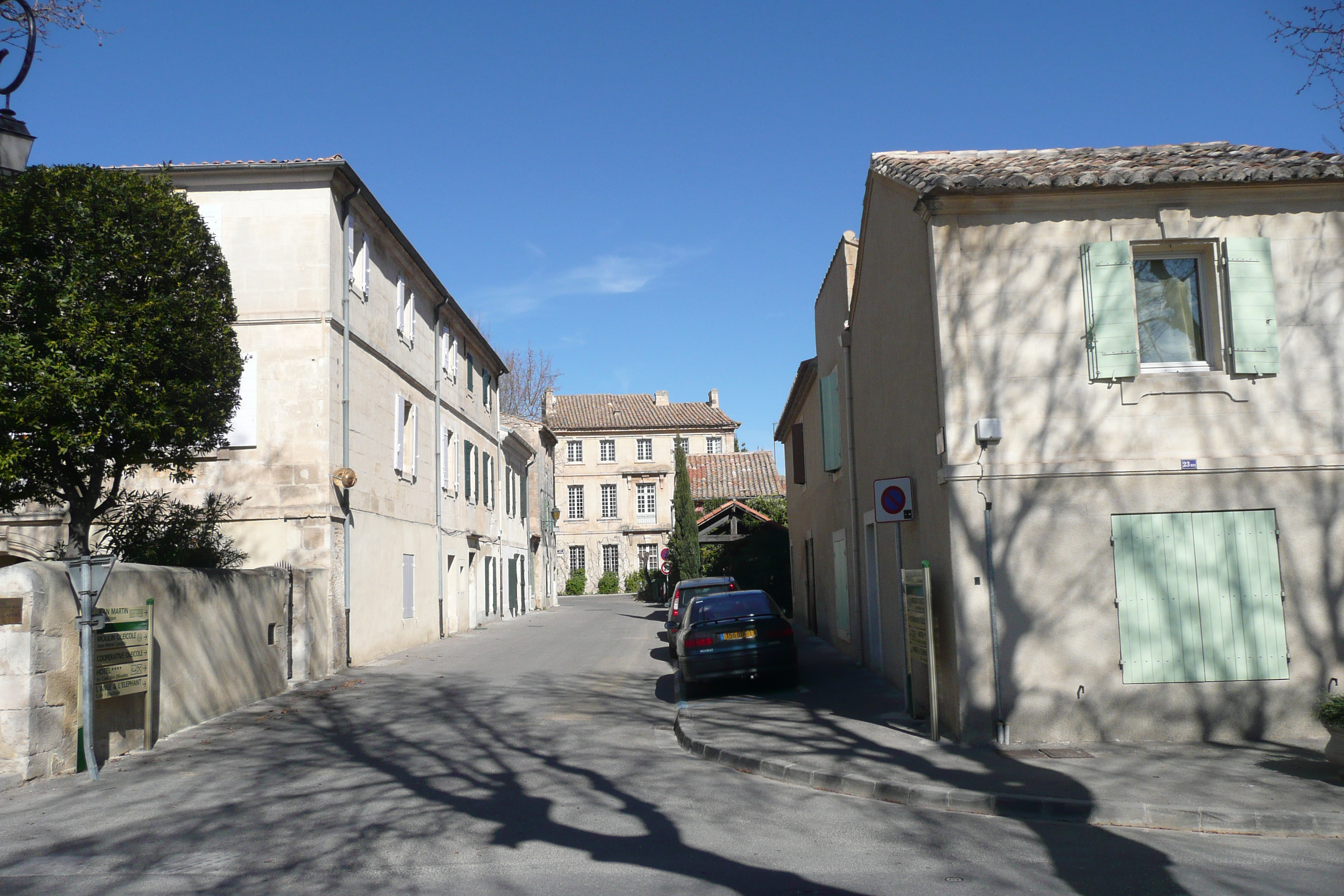
Maussane-les-Alpilles où est située une des propriétés de l'élevage François André

François André  (héritiers de François André) est un élevage français de taureaux de combat, créé en 1947. Sa devise est jaune, blanc et rouge. Les propriétés sont situées au Mas de l'Île, à Maussane-les-Alpilles et au domaine Les Pradelles au Paradou dans les Bouches-du-Rhône

## Présentation et historique
Créé avec du bétail d'Ambroise Pouly, de la manade Paul Ricard et Georges Daumas  d'origine Infante da Cámara, l'élevage a été enrichi d'un apport d'étalon d'origine Cobaleda. Les robes des bêtes issues de cette sélection sont très variées : du noir profond au mélange noir et blanc, et au gris  càrdeno gris foncé. 
En 2000, l'élevage dirigé par Anne-Marie Bose a remporté le prix du meilleur toro lors de la feria des Rameaux  de Saint-Martin-de-Crau pendant laquelle le torero de Burgos José Ignacio Ramos s'est illustré dans les arènes Louis Thiers avec un taureau de l'élevage Héritiers François André.

## Taureaux importants
- Le 2 avril 1989 à Méjanes, le novillo Jabonero n° 86 a été gracié par Ángel Lería.
- Le 21 mars 1999, à Vergèze, le toro n° 505 (480 kg) a remporté le prix de la corrida concours